# 8 mm Gasser
La 8 mm Gasser è stata una munizione austro-ungarica ideata per la rivoltella Rast & Gasser M1898 ed impiegata dal 1898 fino alla fine della prima guerra mondiale dall'Imperial regio Esercito austro-ungarico.

## Storia
Sulla paternità della cartuccia ci sono delle discussioni; alcuni storici affermano che venne studiata e realizzata da Leopold Gasser attorno al 1870, altre fonti affermano invece che la cartuccia venne studiata inizialmente da Leopold Gasser, ma che venne poi completata dal figlio con la collaborazione di August Rast nel 1896. La cartuccia venne adottata nel 1898 ed impiegata fino alla fine della prima guerra mondiale dall'Imperial regio Esercito austro-ungarico.

## Caratteristiche
Il caricamento originale era basato su una palla in piombo spinta da circa 0,35 grammi polvere; successivamente la palla in piombo venne sostituita con una in acciaio con profilo tondo ma a punta piatta; il suo peso di palla oscillava tra 7,4 e 8,1 grammi.